# Nematocarcinus ensifer
Nematocarcinus ensifer är en kräftdjursart som först beskrevs av Sidney Irving Smith 1882.  Nematocarcinus ensifer ingår i släktet Nematocarcinus och familjen Nematocarcinidae. Inga underarter finns listade i Catalogue of Life.